# Shushtari

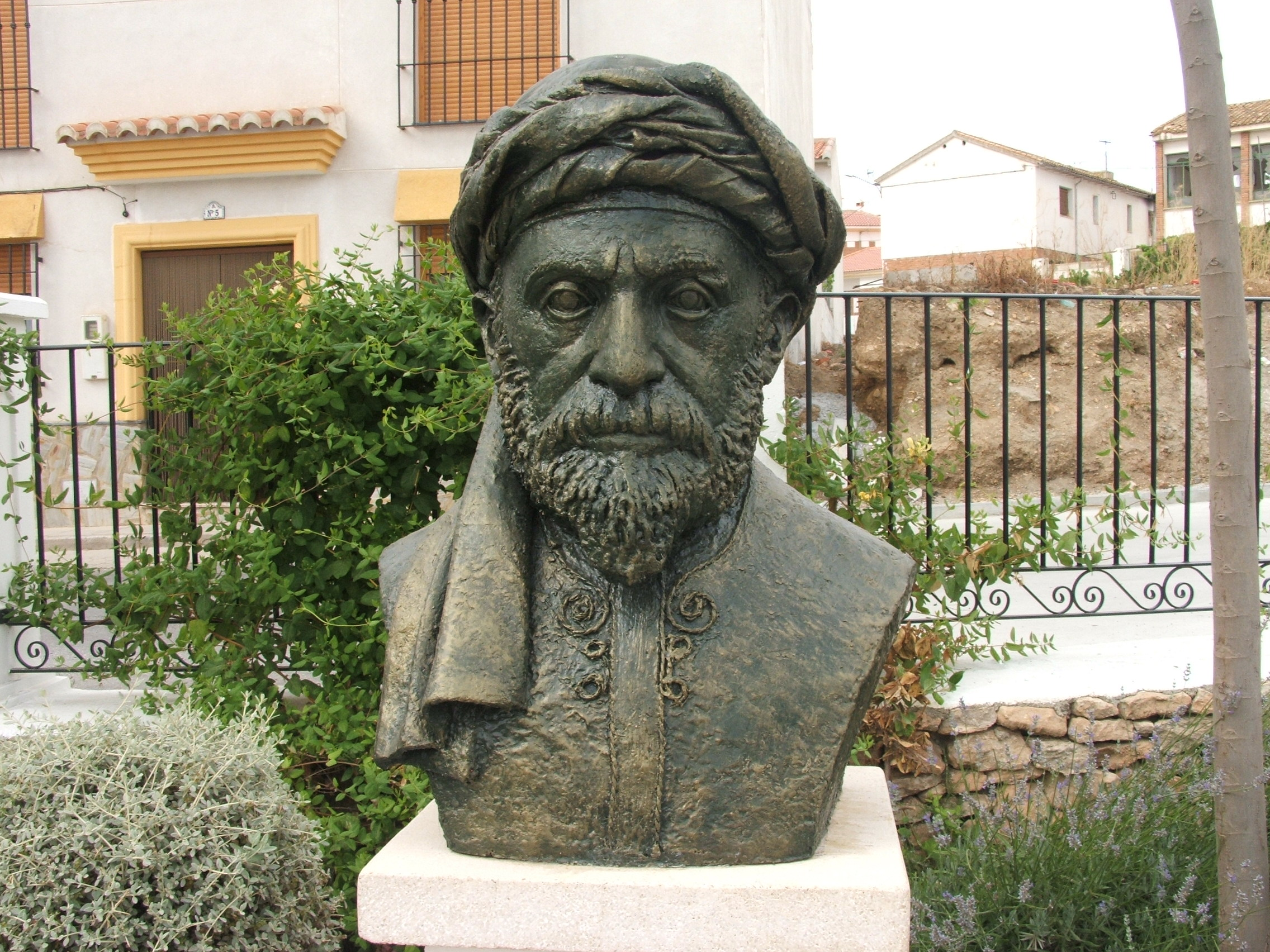
Al-Xustari

al-Shushtari, Abu-l-Hasan Ali b. Abd Allah al-Nuymari (ابو الحسن الششتري) Nacido en la aldea de Sustar, hoy Exfiliana, en las cercanías de Guadix en el 610/1212 y muerto en Tina, Egipto, 668/1269, pero enterrado en Damieta, en el delta del Nilo. Este importante sufí andalusí vivió parte de su vida en su Al-Ándalus natal pero como otros emigró al oriente. Entre sus maestros se encuentran Ibn Suraka al-Shatibi, sucesor de Abu Madyan, e Ibn Sabin. Aunque compuso algunas obras en prosa es sobre todo conocido por sus poemas, escritos en forma de cejeles o moaxajas, que han gozado hasta nuestros días de gran popularidad en el Magreb, no solo entre círculos sufíes, sino en la canción popular. Parte de ellas han sido estudiadas por F. Corriente en su Poesía estrófica (cejeles o muashahat) atribuida al místico granadino ash-shushtari, CSIC, Madrid, 1988.

## Poemario (Diwan)
Sus poemas son cortos, llenos de ritmo, cargados de simbología amorosa. Por ejemplo:
Te has manifestado sin ocultarte a nadie

Pero Te has ocultado y a nadie te has mostrado.

Eres el Único, absolutamente Sólo.

Uno, no hay otro que Te reconozca.
Soy una maravilla para quien me contempla 

Soy el amante y el amado, no hay otro más que yo.
ya uhayla-l-hima laqad
 Oh gentes de bario mi amor ardiente hacia vosotros ha crecido

Me pedís que reniegue de mi amor pero soy incapaz de reprimirlo

distinguid ente cuerpo y espíritu abandonad vuestros razonamientos

cuanto más me hacéis me eludís y me rechazáis

más aumenta mi amor por vosotros no puedo más que resignarme

pues vuestra frialdad aumenta mi anhelo y vuestro desdén no puedo rehazar

excusad al que ama con ardor que desdeñado por su amado dice:

¡qué dura es la distancia y la separación! ¡Qué dulce el día del encuentro!

un deseo puro inflama mis costados cuando surge

aumenta mi inclinación por vosotros no puedo más que resignarme

## Discografía
- Omar Metoui (ed.) Paniagua, et al., Ritual sufí andalusí, al-Shushtari, Madrid, Neuma, 1998
- Omar Metoui (ed.), Paniagua, et al., Dhikr y sama':canto religioso de la cofradía sufí-andalusí al-Shushtari. Poemas del místico al-Shushtari, Madrid, Neuma, 1998.

- Datos: Q4118240